# Kappl
Kappl  är en ort och kommun i distriktet Landeck i förbundslandet Tyrolen i Österrike. I söder gränsar kommunen till Schweiz.
Kommunen består av tre orter (Ortschaften) (inom parentes invånarantal 1 januari 2024):
- Kappl (2 036)
- Langesthei (190)
- See (332) (övriga delar av orten See ligger i kommunen See)